# Telefang
Telefang – tytuł czterech japońskich gier wideo na platformy Game Boy Color i Game Boy Advance (Telefang Power Version oraz Telefang Speed Version, Telefang2 Power Version oraz Telefang2 Speed Version).

## Opis
Widok w grze jest izometryczny. Walczy się przy pomocy elektrycznych stworków, w systemie turowym. Grę zamieszkują potworki zwane E-Mostery, które mogą pomagać w walkach. W obu wersjach gier jest jeden cel, którym jest uratowanie świata E-Mosterów.
Bohater (Shigeki), w którego wciela się gracz, podróżuje po świecie E-Mosterów. Jest rok 2020 i staje się możliwe podróżowanie pomiędzy światem ludzi a światem E-Monów za pomocą nowoczesnych telefonów komórkowych o nazwie D-Shot.
Większość E-Monsters jest nieufna lub zbyt dzika by przyłączyć się do gracza i tylko Kuriputo lub Fangesu mogą stać się sojusznikami i walczyć boku gracza. Shigeki również może użyć dodatków, by pomóc swojemu E-Monsterowi w walce.
W Telefang2 inny bohater ląduje w innym zakątku świata E-Mosterów, a celem gracza jest odnalezienie Miracle Seed.